# 삼산화 이비소
삼산화 비소(三酸化砒素, As2O3, Arsenic trioxide) 또는 비상(砒霜)은 아르세노라이트에서 나온 광물 물질을 가열·승화시켜 얻는 결정체로 고온 건조하면 높은 순도의 냄새 없는 백색 분말이 된다. 맹독성이고 만성적인 소량섭취는 각종 병증을 일으키며, 급성중독시는 여러 위급현상을 일으키며 사망한다.
비상 중독시 24시간이 지나면 온 몸에 작은 포진이 생기고, 청흑색이 되며 눈동자가 터져나오고 혀위에 자그마한 혓바늘이 돋고 혀도 갈라지고 입술이 파열되고, 두 귀가 부어서 커지며,복부가 팽창하고, 항문이 부어 벌어지며, 입술과 손발톱이 청흑색을 띠게 된다. 만약 배가 부를 때, 독을 먹었다면 상반신이 푸르고 배가 고플때에 먹었으면 하반신이 푸르고 생식기가 부어오른다.
물에 약간 녹는 무색의 결정 혹은 유리상 고체, As2O3. 정식명은 삼산화이비소, 실제로는 As4O6분자로 구성되어 있다. 오래 전부터 아비산이란 이름으로 불리었으나 그것은 잘못된 명칭이다. 독물. 치사량은 0.06g. 의약에 사용되는 외에 방부제로 쓰이고 있으며 또 안료의 제조에 사용된다.